# Ferruh Bozbeyli
Ferruh Bozbeyli (* 1927; † 28. Juli 2019) war ein türkischer Politiker.
Bozbeyli war in der 2., 3., und der 4. Legislaturperiode Abgeordneter der Großen Nationalversammlung der Türkei für die Provinz İstanbul. Zwischen 1965 und 1970 war er Präsident der Großen Nationalversammlung der Türkei. Er verließ die Adalet Partisi, um 1970 die Demokratik Parti zu gründen. Er wurde zum Parteivorsitzenden gewählt.
Im Juni 2008 erschien seine Autobiografie Yalnız Demokrat („Der einsame Demokrat“).
| Vorgänger   | Amt                                                                                   | Nachfolger       |
| ----------- | ------------------------------------------------------------------------------------- | ---------------- |
| Fuat Sirmen | Präsident der Großen Nationalversammlung der Türkei 22. Oktober 1965–1. November 1970 | Sabit Osman Avcı |

| Personendaten    | Personendaten        |
| ---------------- | -------------------- |
| NAME             | Bozbeyli, Ferruh     |
| KURZBESCHREIBUNG | türkischer Politiker |
| GEBURTSDATUM     | 1927                 |
| STERBEDATUM      | 28. Juli 2019        |